# Léo Ceará
Leonardo de Sousa Pereira (* 3. Februar 1995 in Fortaleza), auch Léo Ceará genannt, ist ein brasilianischer Fußballspieler.

## Karriere
Léo Ceará erlernte das Fußballspielen in den brasilianischen Jugendmannschaften vom São Francisco EC und EC Vitória. Hier stand er von 2015 bis 2020 unter Vertrag. 2016 wurde er an den japanischen Verein FC Ryūkyū ausgeliehen. Der Verein, der in der Präfektur Okinawa beheimatet ist, spielte in der dritten japanischen Liga, der J3 League. Von 2017 bis 2020 erfolgten Ausleihen zu den brasilianischen Vereinen Campinense Clube, AD Confiança und Clube de Regatas Brasil. 2021 zog es ihn wieder nach Japan. Hier unterschrieb er einen Vertrag bei den Yokohama F. Marinos. Der Verein aus Yokohama spielte in der ersten Liga, der J1 League. Am Ende der Saison 2022 feierte er mit den Marinos die japanische Meisterschaft. Nach der Meisterschaft und 58 Erstligaspielen wechselte er im Januar 2023 zum ebenfalls in der ersten Liga spielenden Cerezo Osaka. Für den Verein aus Osaka bestritt er in zwei Spielzeiten 71 Ligaspiele. Hierbei schoss er 32 Tore. Im Januar 2025 wechselte er zu den ebenfalls in der ersten Liga spielenden Kashima Antlers.

## Erfolge
Yokohama F. Marinos
- Japanischer Meister: 2022